# واسیل سیخارولیدزه
واسیل سیخارولیدزه (گرجی: ვასილ სიხარულიძე) (متولد ۳۰ مه ۱۹۶۸) دیپلمات، سیاستمدار و روان‌پزشک اهل گرجستان است. وی از ۲۷ اوت ۲۰۰۹ به عنوان مشاور امور خارجه رئیس‌جمهور گرجستان میخائیل ساکاشویلی فعالیت کرد. وی پیش از این به عنوان سفیر گرجستان در ایالات متحده (۲۰۰۸–۲۰۰۸) و وزیر دفاع گرجستان (۲۰۰۹–۲۰۰۸) خدمت کرده بود. سیخارولیدزه در تفلیس، گرجستان شوروی وقت متولد شد و در سال ۱۹۹۳ از دانشگاه پزشکی دولتی تفلیس فارغ‌التحصیل شد و از سال ۱۹۹۳ تا ۱۹۹۵ به عنوان روان‌پزشک فعالیت کرد. سیخارولیدزه پس از دوره خدمت کوتاهی به عنوان مدیر اجرایی شورای آتلانتیک گرجستان، چهار سال به عنوان متخصص برجسته در امور دفاعی برای مجلس گرجستان خدمت کرد. وی از سال ۲۰۰۰ تا ۲۰۰۲ ریاست بخش ناتو در وزارت امور خارجه گرجستان را بر عهده داشت و به عنوان معاون نماینده گرجستان در ناتو در بروکسل خدمت می‌کرد. وی در سال ۲۰۰۴ برای شورای امنیت ملی گرجستان فعالیت کرد و بین ۲۰۰۵ تا ۲۰۰۶ به عنوان معاون وزیر دفاع خدمت کرد.
سیخارولیدزه از مارس ۲۰۰۶ تا دسامبر ۲۰۰۸ به عنوان سفیر فوق‌العاده و تام‌الاختیار گرجستان در ایالات متحده، کانادا و مکزیک خدمت کرد. وی در سال ۲۰۰۸ فراخوانده شد تا وزارت دفاع را به عهده بگیرد، داویت کیزراشویلی، که مخالفان از عملکرد وی در جنگ اوت ۲۰۰۸ جنگ اوستیای جنوبی ۲۰۰۸ با روسیه از انتصاب وی انتقاد کرده بودند. سیخارولیدزه به مدت هشت ماه این سمت را بر عهده داشت و بر بازسازی ارتش متلاشی شده گرجستان پس از جنگ نظارت داشت.
وی در حال حاضر به عنوان رئیس شورای آتلانتیک گرجستان در تفلیس خدمت می‌کند.